# Belemnoidea

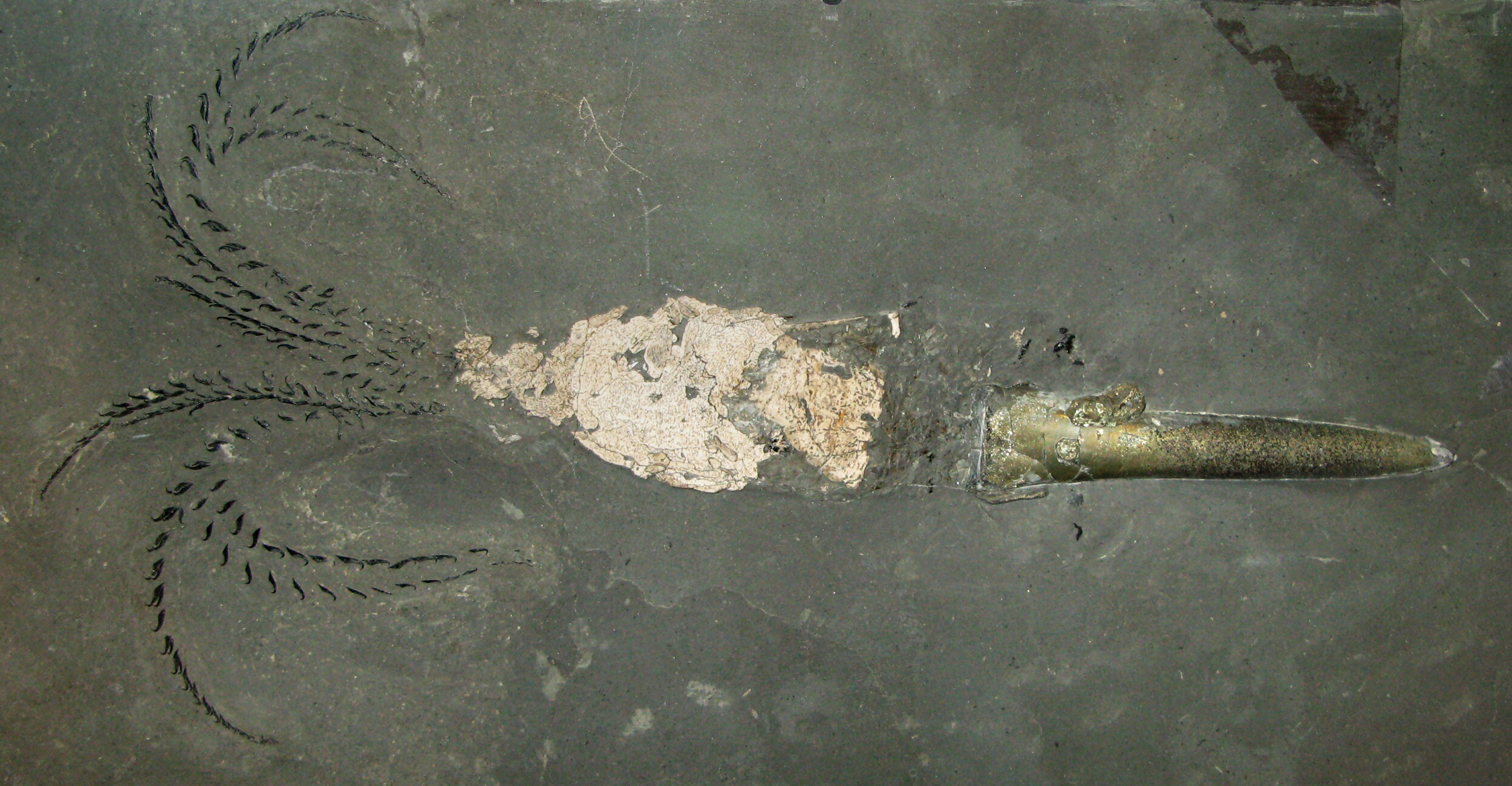
Fossile di belemnite in ottimo stato di conservazione: è ben visibile la conchiglia; il sacco delle viscere e i tentacoli sono delineati dalle file di uncini.

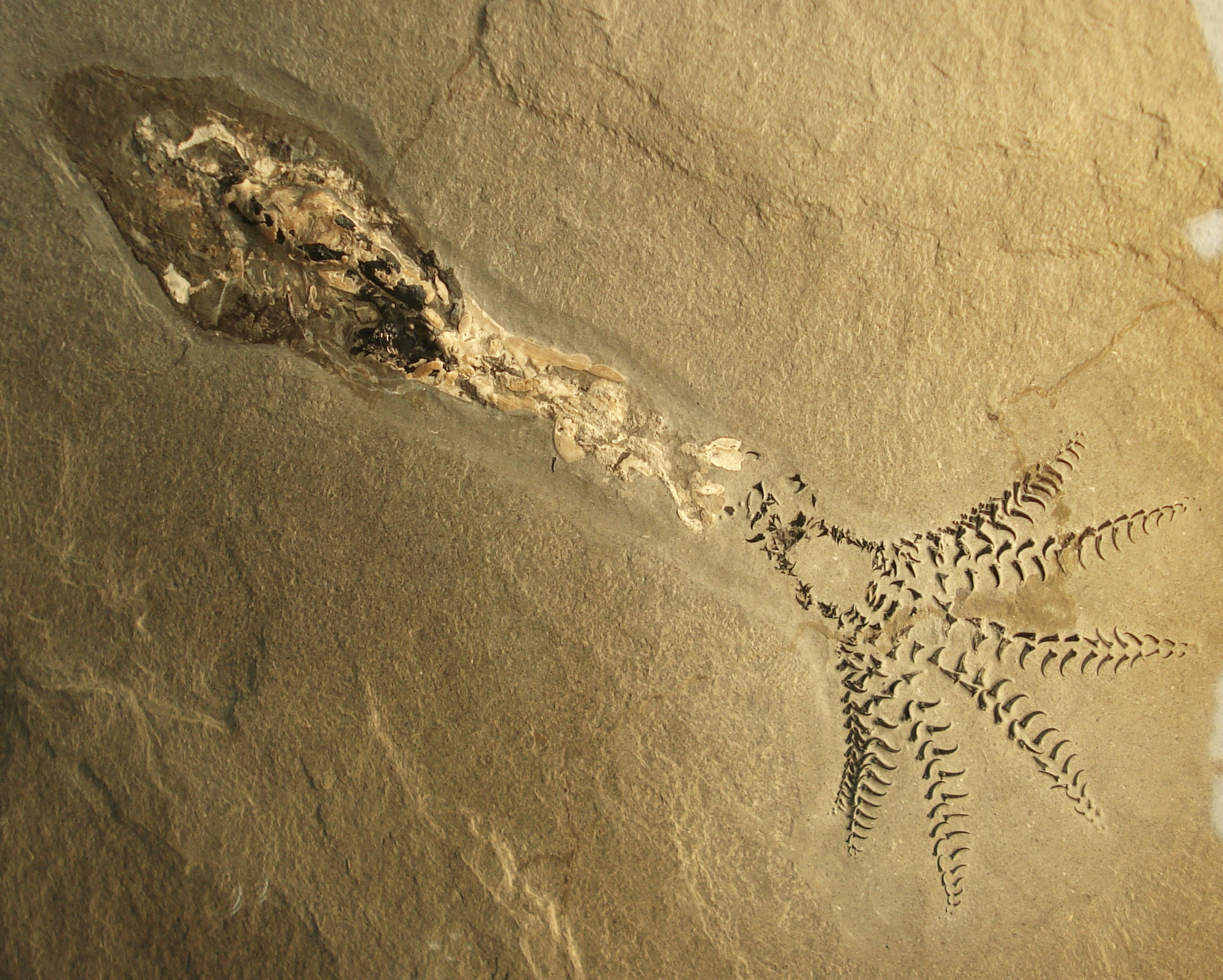
Esemplare ottimamente conservato di Phragmoteuthis conocauda; i tentacoli sono delineati dalle file di uncini e l'ottima fossilizzazione permette di osservare il profilo del corpo dell'animale.

Le belemniti sono cefalopodi fossili comparsi nel Carbonifero ed estinti alla fine del periodo Cretaceo (circa 65 milioni di anni fa).
Erano cefalopodi marini, lontani parenti di polpi, seppie e calamari, caratterizzati dalla presenza di una conchiglia interna, spesso indicata come rostro; questa conchiglia costituisce l'unica parte che solitamente si rinviene fossilizzata.

Nella conchiglia, se ben conservata, si distinguono 3 parti: il proòstraco (lamina cornea coperta di aragonite e raramente conservata) si prolunga dorsalmente nel fragmocono (a cono appuntito, arcuato e composto di aragonite), che s'inserisce nel rostro (cilindro-conico, molto robusto e costituito di calcite), il quale si fossilizza più facilmente.
Il rostro può essere di forma conica allungata, quasi cilindrica, con lunghezza variabile, a seconda delle specie, da 5-10 cm a qualche decina di centimetri e talvolta presenta un solco profondo per tutta la lunghezza; in altre forme il rostro ha forma schiacciata, vagamente ellissoidale.
Le belemniti, carnivore, forse esteriormente simili al calamaro, si nutrivano di crostacei e pesci e forse vivevano in gruppo. L'osservazione di alcuni esemplari ben conservati ha permesso di meglio comprendere la loro anatomia: gli animali avevano otto tentacoli, di lunghezza inferiore a quella del corpo, e ciascun tentacolo era munito di una doppia fila di uncini per trattenere le prede catturate.

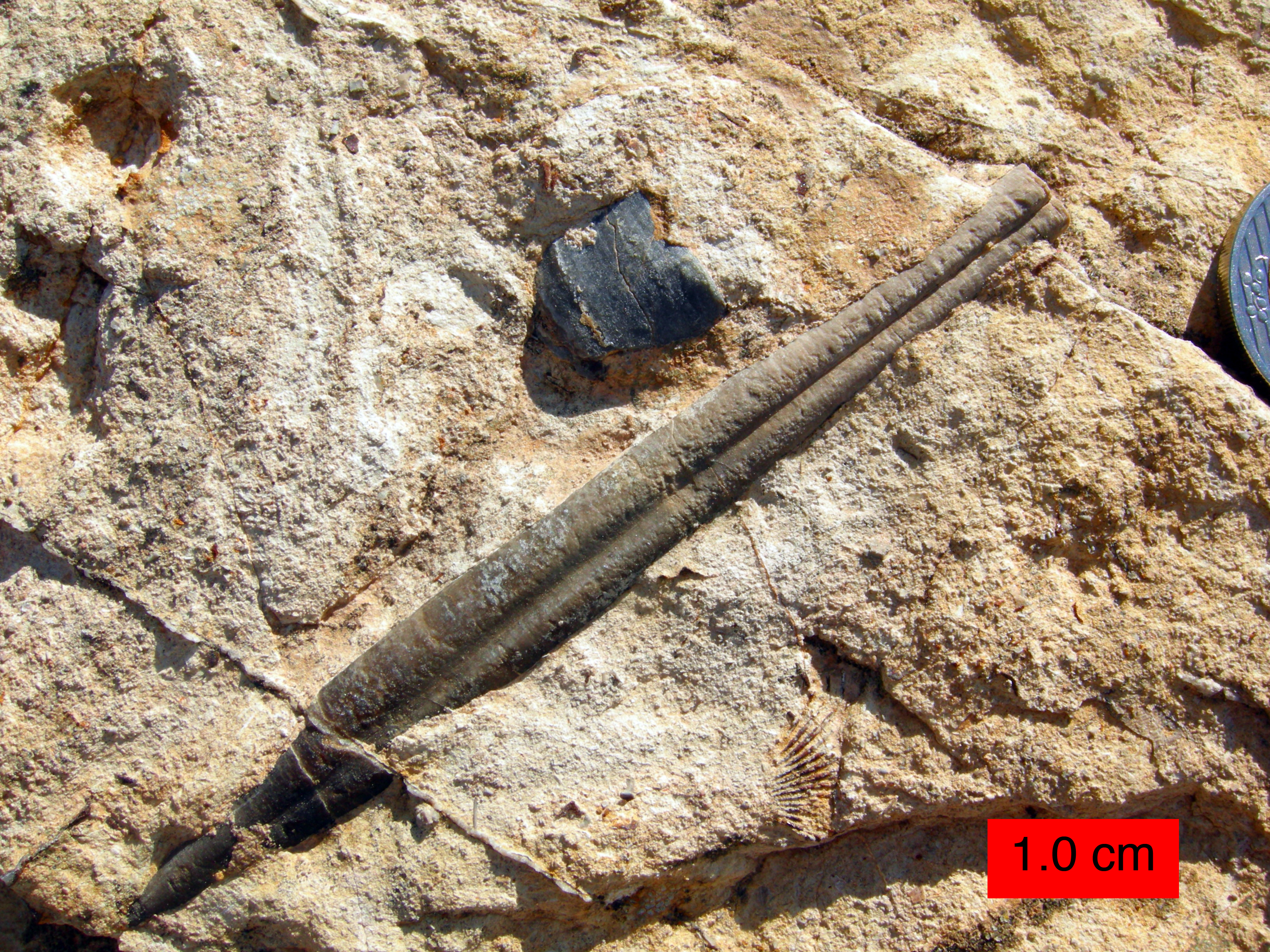